# Enoplotrupes birmanicus
Enoplotrupes birmanicus is een keversoort uit de familie mesttorren (Geotrupidae). De wetenschappelijke naam van de soort werd in 1888 gepubliceerd door Raffaello Gestro.